# Moviments monàrquics, regnes i dinasties reials del món

Corona Reial.

La monarquia és la forma d'estat en què una persona té dret, generalment per via hereditària, a regnar com a cap d'Estat. El títol amb què regnen els monarques varia segons les zones i l'estructura jurídica del seu estat. Es poden dir: reis, emperadors, tsars, kàisers, etc. A través de la història molts monarques han tingut poder absolut, de vegades sobre la base de la seva pretesa divinitat.
A l'edat mitjana la monarquia s'havia estès per tot Europa, fonamentada moltes vegades per la necessitat que un dirigent autoritari pogués convocar i dirigir les tropes necessàries per a la defensa del territori.
Així, Rei és un títol habitualment vitalici i hereditari del dirigent investit d'autoritat sobre un sol Estat, Nació o Tribu.

## Àfrica

### Burundi
- Regne de Burundi

### Camerun
- Regne Bamum

### Egipte
- Dinastia aiúbida
- Dinastia de Muhàmmad Alí
- Dinastia Macedònica d'Egipte
- Dinastia ptolemaica
- Faraó
- Ikhxídides
- Llista de faraons
- Soldanat Mameluc
- Tulúnida

### Etiòpia
- Imperi d'Etiòpia
- Monarquies d'Etiòpia

### Líbia
- Dinastia Sanusiyya
- Idris I de Líbia
- Regne de Líbia

### Mali
- Imperi de Mali

### Marroc
- Dinastia alauita

### Nigèria
- Sultanat de Bornu

### Sud-àfrica
- KwaZulu-Natal
- Llista de reis zulus
- Regne Zulu

### Sudan
- Sultanat del Darfur

### Txad
- Imperi de Kanem
- Regne de Kanem-Bornu
- Sultanat de Baguirmi
- Sultanat d'Ouadai

## Amèrica

### Brasil
- Imperi del Brasil
- Regne Unit de Portugal, el Brasil i l'Algarve

### Canadà
- Casa de Windsor
- Monarca canadenc

### Estats Units
- Lleialistes negres
- Loyalist

### Mèxic
- Civilització asteca
- Civilització maia
- Primer Imperi Mexicà
- Segon Imperi Mexicà
- Virregnat de Nova Espanya

### Perú
- Imperi Inca

## Àsia

### Afganistan
- Emirat d'Herat
- Emirat de Kandahar
- Emirat de Kabul
- Gaznèvides
- Imperi Durrani
- Imperi Kuixan
- Kanat de Kunduz
- Protectorat de l'Afganistan
- Regne de l'Afganistan

### Aràbia Saudita
- Dinastia Al-Saüd
- Rei de l'Aràbia Saudita

### Cambodja
- Angkor
- Imperi Khmer
- Llista de reis de Cambodja
- Regne de Chenla
- Regne de Funan

### Corea
- Dinastia Joseon
- Goryeo
- Imperi coreà
- Tres regnes de Corea

### Emirats Àrabs Units
- Abu Dhabi
- Ajman
- Dubai
- Fujairah
- Ras al-Khaimah
- Umm al-Qaiwain
- Xarjah

### Iran
- Dinastia Afxàrida
- Dinastia Qajar
- Dinastia Pahlevi
- Dinastia Safàvida
- Dinastia Zand
- Imperi Persa

### Japó
- Emperador del Japó
- Família Imperial del Japó
- Imperi Japonès
- Llista d'emperadors del Japó

### Jordània
- Dinastia Haiximita

### Kuwait
- Dinastia Al-Sabah

### Laos
- Regne de Laos

### Manxukuo
- Manxukuo

### Oman
- Dinastia Al-Bu Said

### Tailàndia
- Regne d'Ayutthaya
- Regne de Sukhothai
- Siam

### Taiwan
- Koxinga
- Regne de Tungning

### Tibet
- Dalai-lama
- Llista dels Dalai-lama

### Uzbekistan
- Kanat de Kokand

### Vietnam
- Dinastia Đinh
- Dinastia Hồ
- Dinastia Hồng Bàng
- Dinastia Lê
- Dinastia Lê anterior
- Dinastia Lý
- Dinastia Lý anterior
- Dinastia Ngô
- Dinastia Nguyen
- Dinastia Tây Sơn
- Dinastia Thục
- Dinastia Trần
- Dinastia Triệu
- Germanes Trung
- Imperi del Vietnam
- Senyors Nguyễn

### Xina
- Cinc Dinasties i Deu Regnes
- Dinastia Han
- Dinastia Jin
- Dinastia Liao
- Dinastia Ming
- Dinastia Qin
- Dinastia Qing
- Dinastia Song
- Dinastia Sui
- Dinastia Tang
- Dinastia Yuan
- Dinasties Meridionals i Septentrionals
- Emperador de la Xina

## Europa

### Albània
- Llista de Reis d'Albània

### Alemanya
- Confederació Alemanya del Nord
- Confederació del Rin
- Confederació Germànica
- Dinastia dels Hohenzollern
- Gran ducat de Hessen i del Rin
- Gran Ducat de Mecklenburg-Schwerin
- Imperi Alemany
- Kàiser
- Llista de reis germànics
- Principat de Lippe
- Regne d'Alemanya
- Regne de Hannover
- Regne de Saxònia
- Regne de Westfàlia
- Regne de Württemberg
- Saxònia-Coburg-Gotha
- Saxònia-Weimar-Eisenach

### Anglaterra
- Casa de Lancaster
- Casa de Wessex
- Casa de York
- Heptarquia anglosaxona
- Dinastia Plantagenet
- Dinastia normanda
- Dinastia Tudor
- Regne d'Anglaterra

### Aragó
- Casal d'Aragó
- Casa reial d'Aragó
- Comtat d'Aragó
- Corona d'Aragó
- Dinastia Trastàmara
- Llista de reis d'Aragó
- Regne d'Aragó

### Àustria
- Arxiduc d'Àustria
- Arxiducat d'Àustria
- Dinastia dels Habsburg
- Imperi Austríac

### Baviera
- Dinastia Wittelsbach
- Ducat de Baviera
- Llista de ducs de Baviera
- Marca Oriental de Baviera
- Regne de Baviera

### Bèlgica
- Regne de Bèlgica

### Bohèmia
- Casa de Luxemburg
- Dinastia dels Habsburg
- Dinastia Jagelló
- Llista de monarques de Bohèmia
- Regne de Bohèmia

### Castella i Lleó
- Comtat de Castella
- Corona de Castella i Lleó
- Dinastia Trastàmara
- Regne de Castella
- Regne de Lleó

### Catalunya
- Casal de Barcelona
- Comtats catalans
- Llista de comtes de Barcelona

### Dinamarca
- Casa d'Oldenburg
- Regne de Dinamarca i Noruega
- Reis de Dinamarca
- Unió de Kalmar

### Espanya
- Casa de Sa Majestat el Rei
- Casal d'Àustria
- Dinastia borbònica
- Dinastia dels Habsburg
- Família reial espanyola
- Fundació Princesa de Girona
- Imperi Espanyol
- Monarquia Catòlica
- Monarquia d'Espanya

### França
- Casa d'Orleans
- Dinastia Bonaparte
- Dinastia borbònica
- Dinastia carolíngia
- Dinastia Capet
- Dinastia merovíngia
- Dinastia Valois
- Frància Mitjana
- Frància Occidental
- Frància Oriental
- Imperi Carolingi
- Imperi colonial francès
- Llista de reis de França
- Monarquia de Juliol
- Primer Imperi Francès
- Regne d'Aquitània
- Regne de Lotaríngia
- Regne Franc
- Restauració francesa
- Robertins
- Segon Imperi Francès

### Geòrgia
- Dinastia Bagrationi

### Grècia
- Regne de Grècia

### Hongria
- Casa de Luxemburg
- Casa d'Anjou-Sicília
- Dinastia Árpád
- Dinastia Habsburg
- Dinastia Jagelló
- Dinastia Wittelsbach
- Dinastia Zapolya
- Llista de reis d'Hongria
- Regne d'Hongria

### Imperi Austrohongarès
- Dinastia dels Habsburg

### Imperi Romà d'Orient
- Imperi Romà d'Orient

### Imperi Romà
- Regne Romà
- Imperi Romà
- Imperi Romà d'Occident

### Itàlia
- Dinastia Savoia
- Imperi italià
- Partit Democràtic Italià d'Unitat Monàrquica
- Partit Monàrquic Popular
- Partit Nacional Monàrquic
- Regne d'Itàlia (1861-1946)

### Luxemburg
- Casa de Luxemburg
- Casa de Nassau
- Casa d'Orange-Nassau
- Comtat de Luxemburg
- Ducat de Luxemburg
- Gran Duc de Luxemburg

### Macedònia del Nord
- Regne de Macedònia

### Mònaco
- Dinastia Grimaldi
- Fundació Princesse-Charlène
- Llista de governants de Mònaco
- Príncep de Mònaco

### Nàpols
- Casa d'Anjou
- Casa d'Anjou-Sicília
- Dinastia borbònica
- Dinastia dels Habsburg
- Dinastia Trastàmara
- Llista de reis de Sicília i Nàpols
- Regne de Nàpols

### Noruega
- Casa d'Oldenburg
- Llista de reis de Noruega
- Regne de Dinamarca i Noruega
- Unió de Kalmar

### Països Baixos
- Casa de Nassau
- Casa d'Orange-Nassau
- Regne dels Països Baixos
- Reis dels Països Baixos

### Portugal
- Dinastia Avís
- Dinastia Borgonya
- Dinastia Bragança
- Família reial portuguesa
- Imperi Portuguès
- Regne de Portugal
- Regne Unit de Portugal, el Brasil i l'Algarve

### Prússia
- Brandenburg-Prússia
- Dinastia dels Hohenzollern
- Ducat de Prússia
- Regne de Prússia

### Regne Unit
- Casa de Windsor
- Dinastia Hannover
- Dinastia Saxònia-Coburg i Gotha
- Dinastia Stuart
- Llista de monarques britànics

### Rússia
- Dinastia Romànov
- Gran Ducat de Moscou
- Imperi Rus
- Tsar
- Tsars de Rússia
- Tsarat Rus

### Sacre Imperi Romanogermànic
- Dinastia dels Habsburg
- Llista d'emperadors del Sacre Imperi Romanogermànic
- Príncep elector
- Sacre Emperador Romano-Germànic

### Sardenya
- Dinastia Savoia
- Piemont-Sardenya
- Llista de reis de Sardenya
- Regne de Sardenya

### Sèrbia
- Casa de Nemanjić
- Dinastia Karađorđević
- Dinastia Obrenović
- Principat de Sèrbia
- Regne de Sèrbia

### Suècia
- Casa de Hesse
- Dinastia Vasa
- Reis de Suècia
- Unió de Kalmar

## Oceania

### Austràlia
- Casa de Windsor

### Hawaii
- Regne de Hawaii

### Nova Zelanda
- Casa de Windsor

### Tahití
- Regne de Tahití